# China Taipéi en los Juegos Olímpicos de Turín 2006
China Taipéi (Taiwán) estuvo representada en los Juegos Olímpicos de Turín 2006 por un deportista masculino que compitió en luge.
El portador de la bandera en la ceremonia de apertura fue el piloto de luge Ma Chih-Hung. El equipo olímpico no obtuvo ninguna medalla en estos Juegos.